# Viatcheslav Dedenov
Viatcheslav Dedenov (russe : Bячеслав Деденов), né le 23 novembre 1958, est un coureur cycliste soviétique de la fin des années 1970/début des années 1980.
Après avoir couru dans la catégorie des Juniors où il est vice-champion du monde contre-la-montre par équipes en 1976, il intègre l'équipe soviétique et dispute plusieurs épreuves internationales. En 1980 il remporte le Tour de Basse-Saxe.

## Palmarès
- 1976
  -  Médaillé d'argent du championnat du monde du contre-la-montre par équipes juniors (avec l'équipe soviétique)
- 1978
  - 9e étape du Tour de Grande-Bretagne
- 1979
  - 3e du championnat d'URSS du contre-la-montre par équipes de la VIIe Spartakiade des peuples de l'URSS (avec Vladimir Kuznetzov, Sergueï Prybil et Vladimir Kaminski)
- 1980
  - Tour de Basse-Saxe :
    - Classement général
    - 2e, 7ea (contre-la-montre par équipes), 8ea, 8eb étapes

  - 1re étape du Tour de Hollande amateurs
  - 2e du Tour du Tour de Hollande amateurs
- 1981
  -  Champion d'URSS du contre-la-montre en duo (avec Sergueï Kadatski)[2]
  - 2e du championnat d'URSS du contre-la-montre en équipes (équipe 2 de l'armée)
  - 4e du Tour d'Italie amateurs